# Noor Mahal
El Noor Mahal (en urdu: نور محل‎) es un antiguo palacio real hoy propiedad del Ejército de Pakistán en Bahawalpur, Punjab, Pakistan. Fue construido en 1872 como un  chateau  italiano de líneas neoclásicas, en un momento en que se había instalado el modernismo. Perteneció a los Nawabs del estado principesco de Bahawalpur, durante el Raj británico.

## Historia
Hay varias historias sobre su construcción. Según una leyenda, Nawab Adnan Abbasi IV hizo construir el palacio para su esposa; sin embargo, solo estuvo allí una noche, ya que vio el cementerio contiguo desde su balcón y se negó a pasar otra noche allí, por lo que permaneció sin uso durante su reinado.
Noor Mehal es una de las joyas ocultas de Bahawalpur, debido a la falta de publicidad. El palacio está abierto al público. Actualmente está en posesión del Ejército de Pakistán y se utiliza como casa de huéspedes estatal para celebrar durbars estatales y reuniones con delegaciones extranjeras.

## Arquitectura

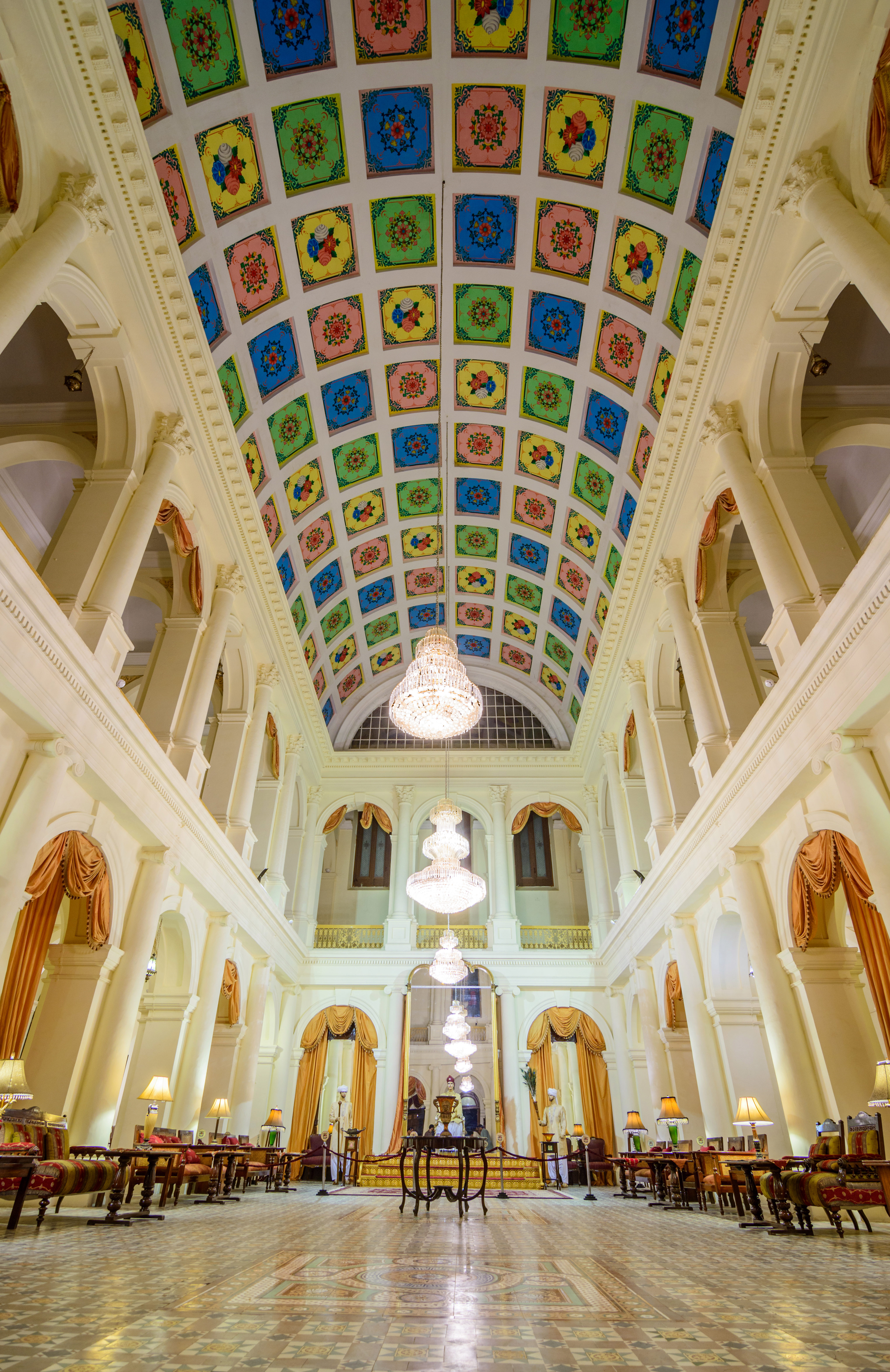
Interior del Noor Mahal

Mister Heennan, un inglés que era ingeniero estatal, diseñó el edificio. En 1872 se iniciaron los cimientos de Noor Palace; se enterraron un mapa y monedas del estado como muestra de buen augurio. La mayoría de los materiales y muebles del palacio fueron importados de Inglaterra e Italia. La construcción del palacio se completó en 1875 a un costo de Rs. 1.2 millones. Considerando una cantidad de 11,66 gramos de plata en la moneda de la rupia india de 1862, en 2016 ascendería a unos 8,1 millones de dólares estadounidenses. Noor Palace cubre un área de 4140 m². Tiene 32 habitaciones incluyendo 14 en el sótano, 6 terrazas y 5 cúpulas.
El diseño incorpora elementos arquitectónicos de los estilos corintio e islámico con un toque de estilo subcontinental. El toque corintio es visible en las columnas, la balaustrada, los frontones y el techo abovedado del Durbar Hall. El estilo islámico es evidente en las cinco cúpulas, mientras que las formas elípticas angulares son un trazo de estilo subcontinental. Nawab Adnan Abbasi IV agregó una mezquita al palacio en 1906 a un costo de Rs. 20.000. El diseño se basó en la mezquita de Aitchison College.
En 1956, cuando el Principado de Bahawalpur se fusionó con Pakistán, el departamento de Auqaf se hizo cargo del edificio. El palacio fue arrendado al ejército en 1971; en 1997 el ejército lo compró por la suma de 119 millones.
El edificio fue declarado «monumento protegido» en septiembre de 2001 por el Departamento de Arqueología del Gobierno de Pakistán, y ahora está abierto para visitantes en general, viajes de estudiantes y otras personas interesadas.

## Cosas por ver
Hay muchos objetos antiguos presentes en el edificio. Hay objetos usados por muchos Nawabs; hay muchas espadas antiguas, billetes y monedas antiguos, leyes antiguas que se hicieron en ese momento, un piano antiguo que los nawabs solían tocar, muebles antiguos que usaban los nawabs, etc. También hay una larga pared con retratos imaginadas de los Nababs. Solo una imagen es real, todas las demás son imaginadas. También hay una celda de prisión al lado del Mahal.

## Galería

Exteriores
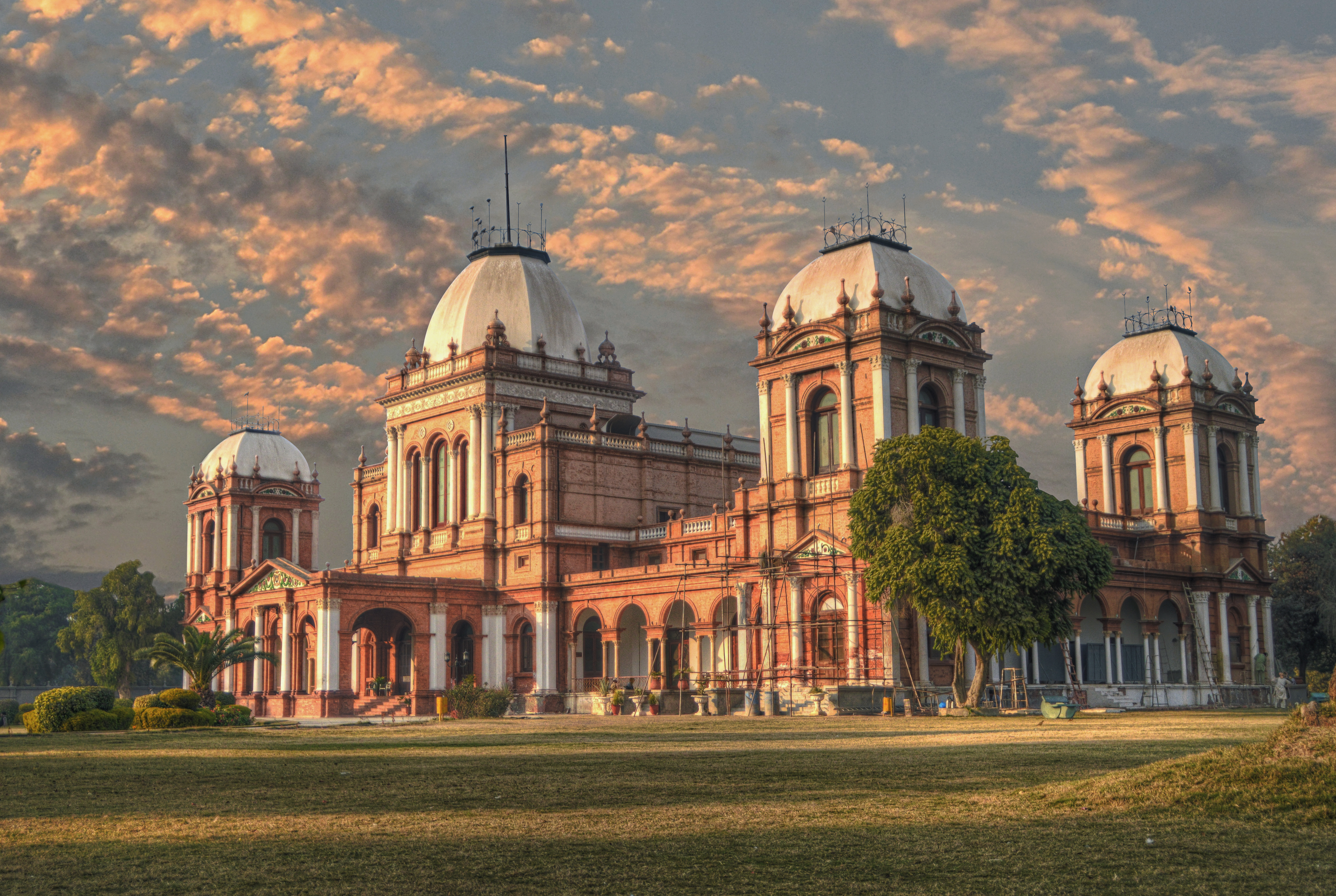
Fachada y entrada de Noor Mahal
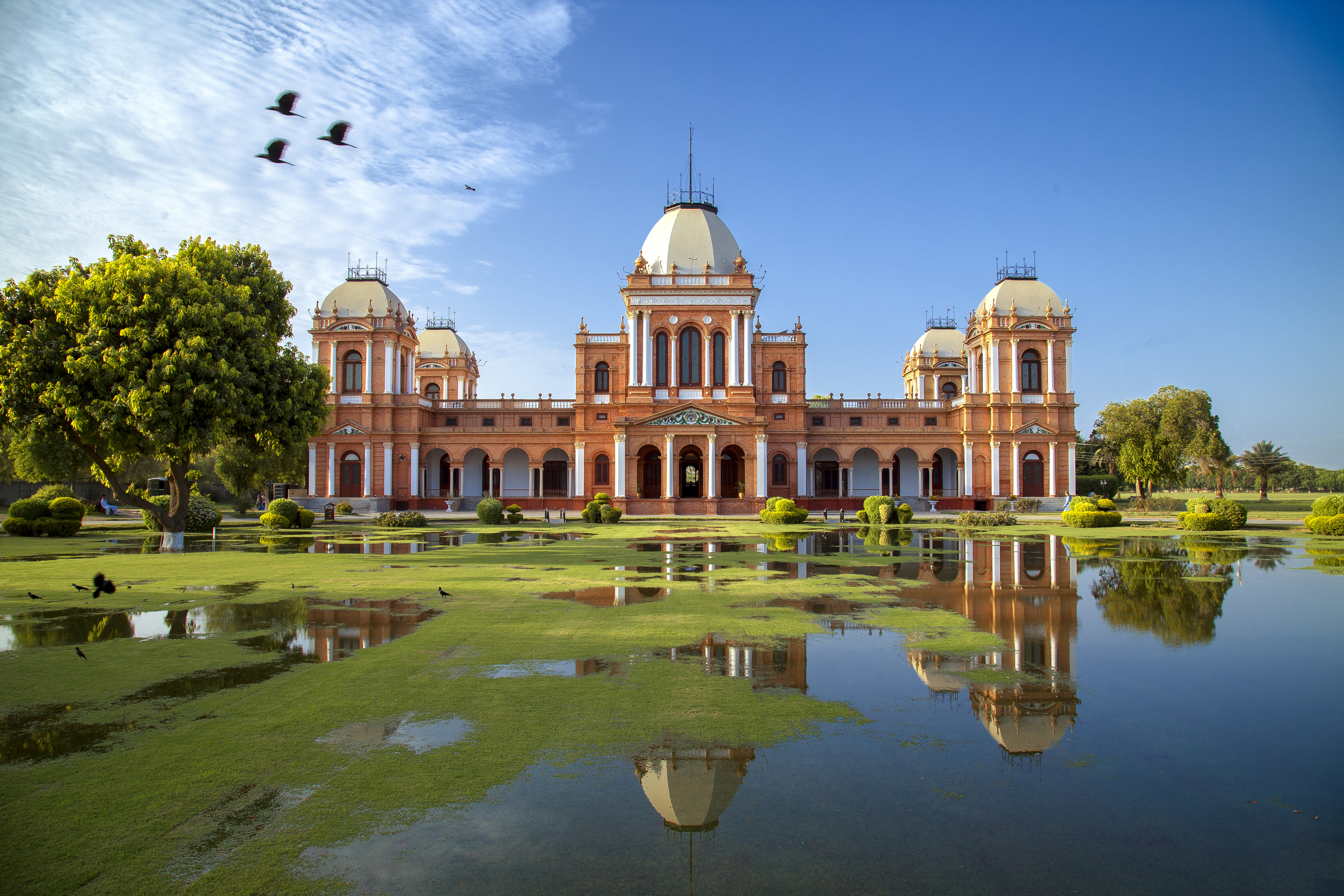
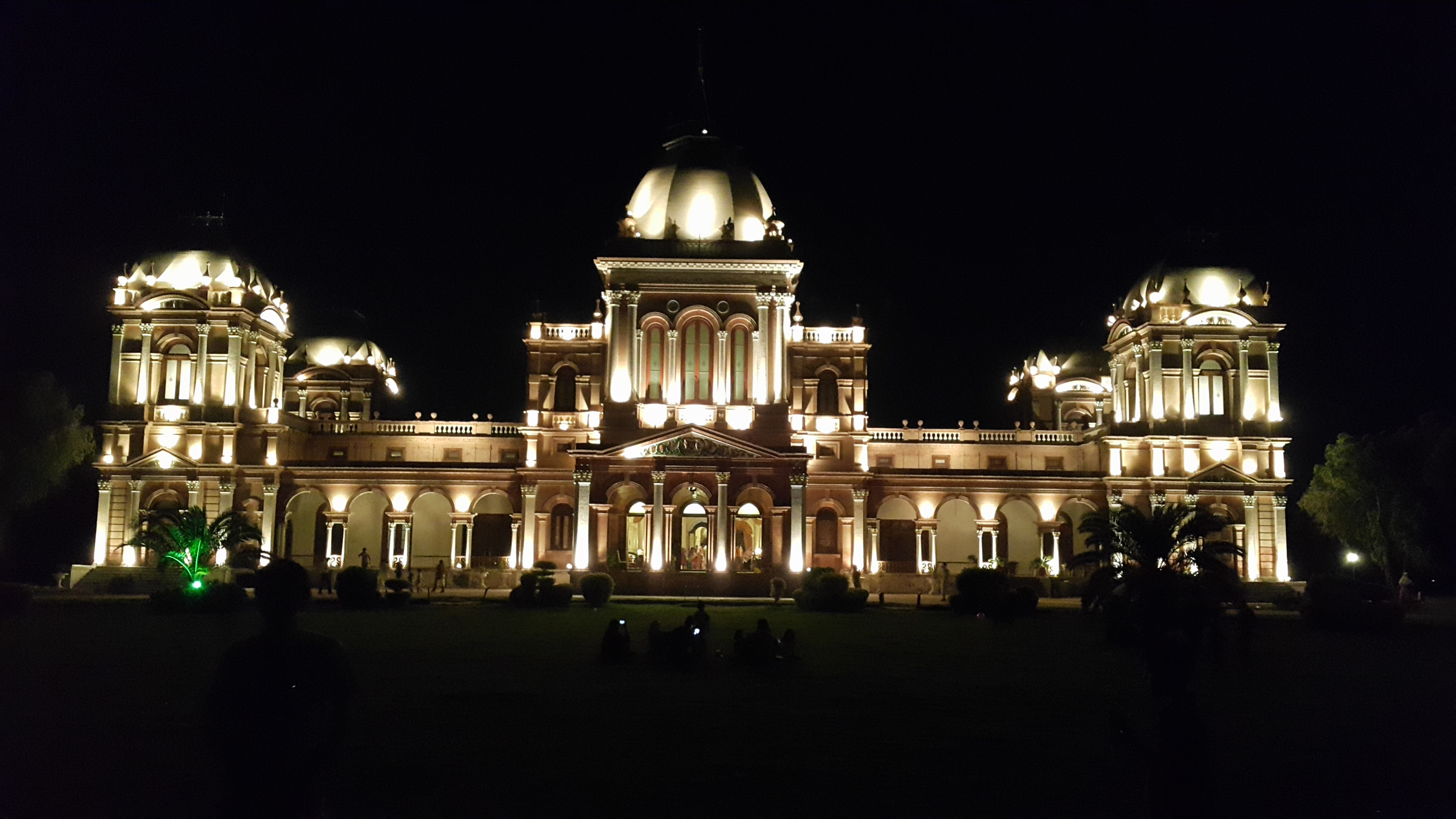
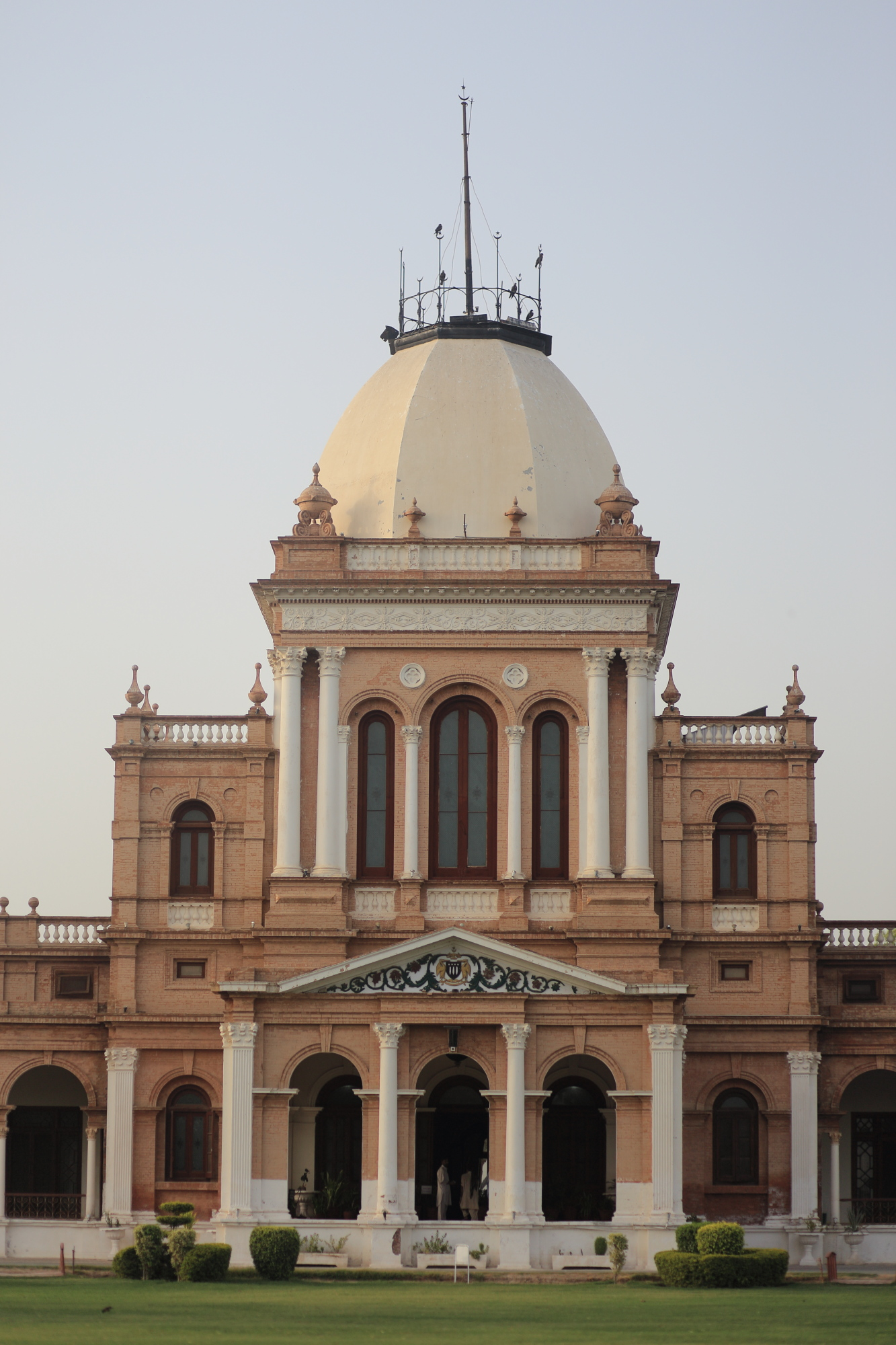

Interiores
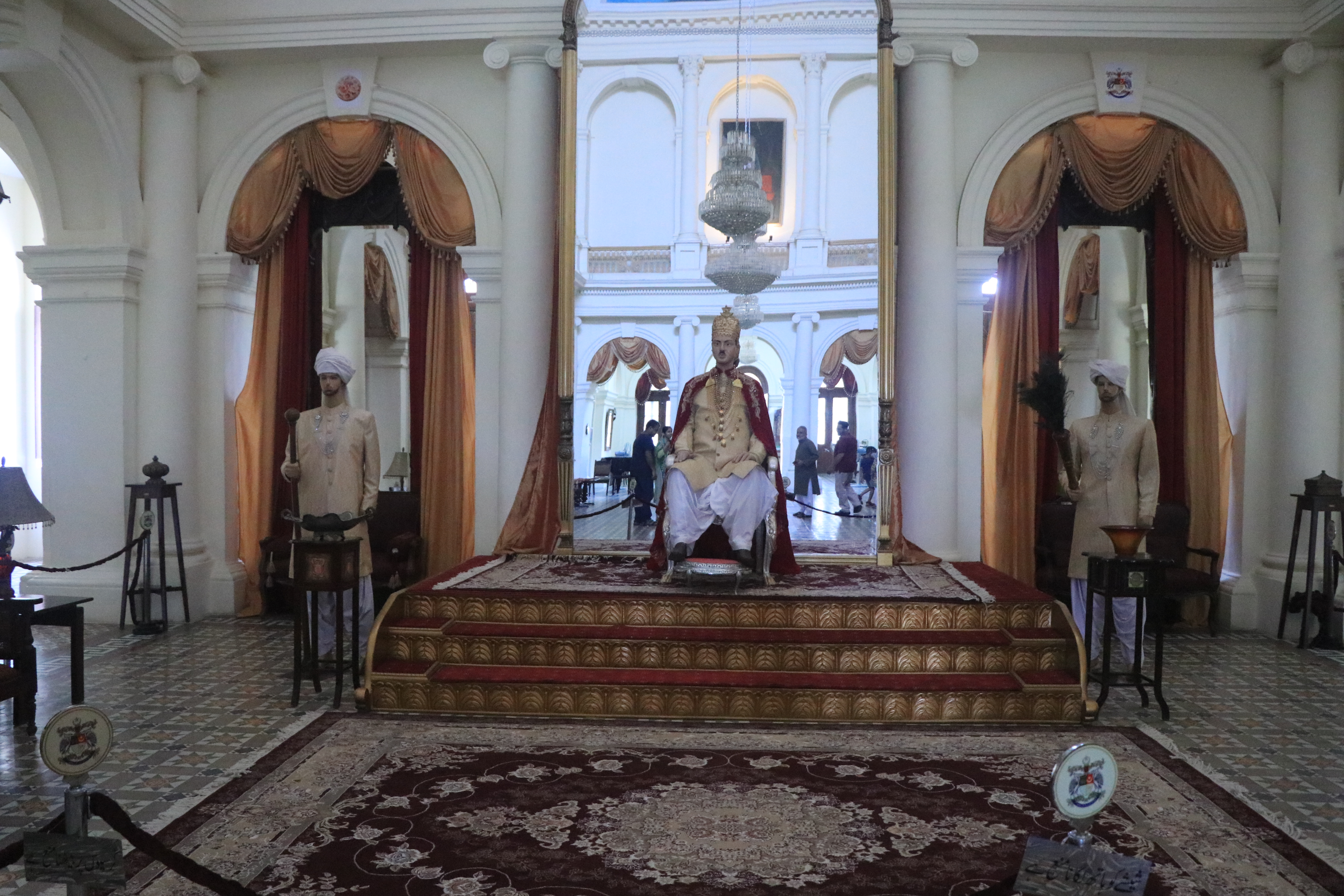
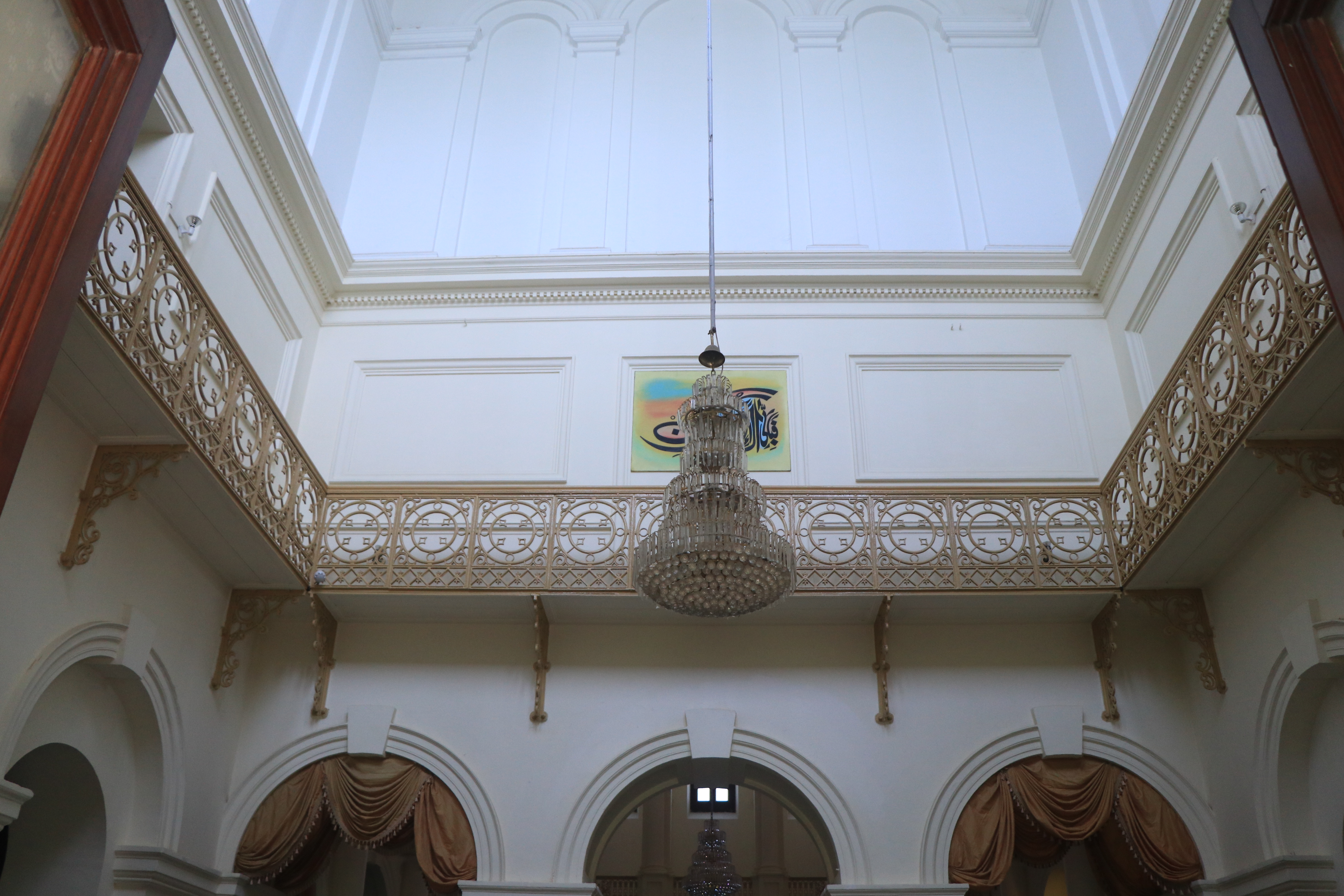
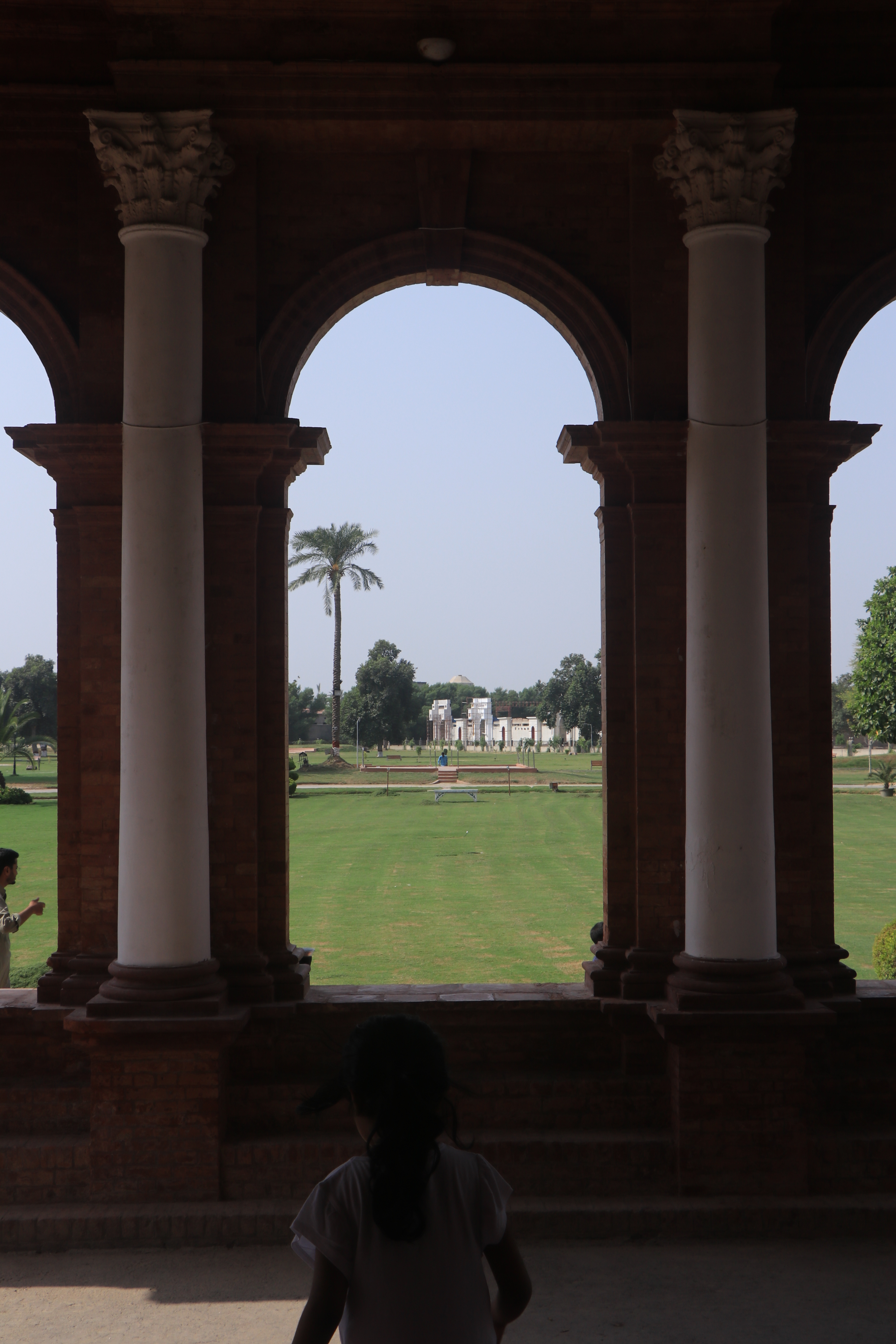
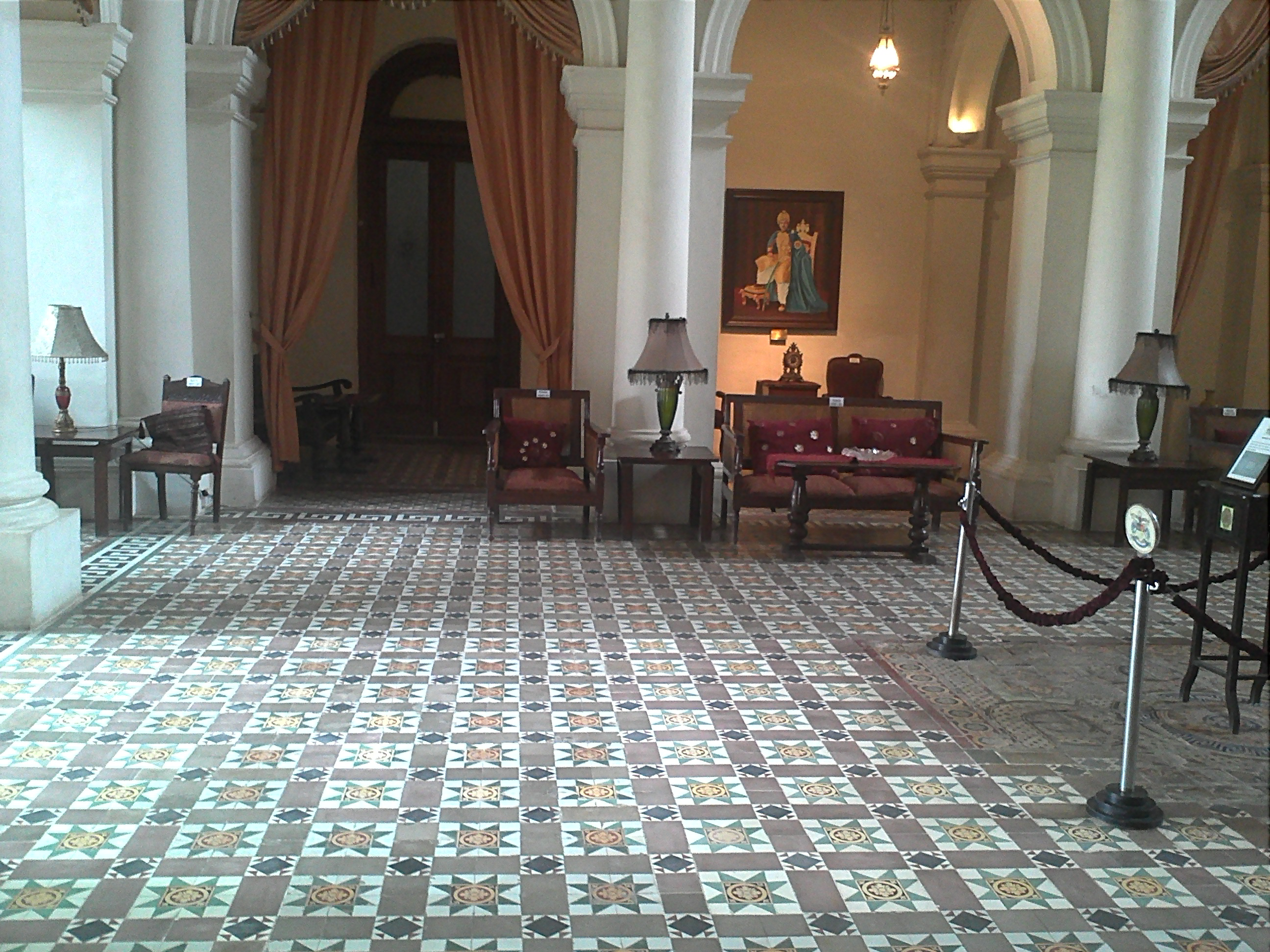
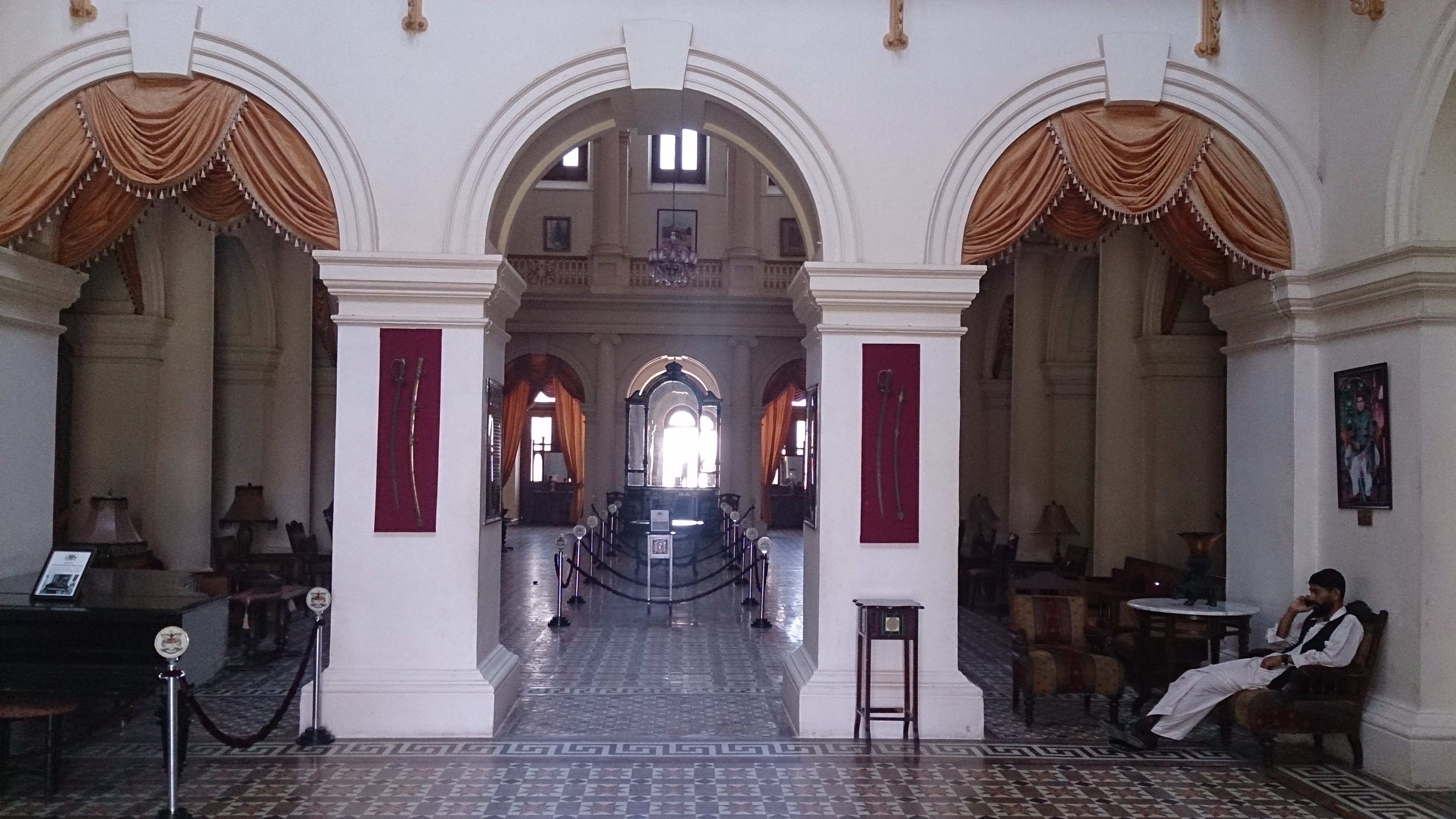
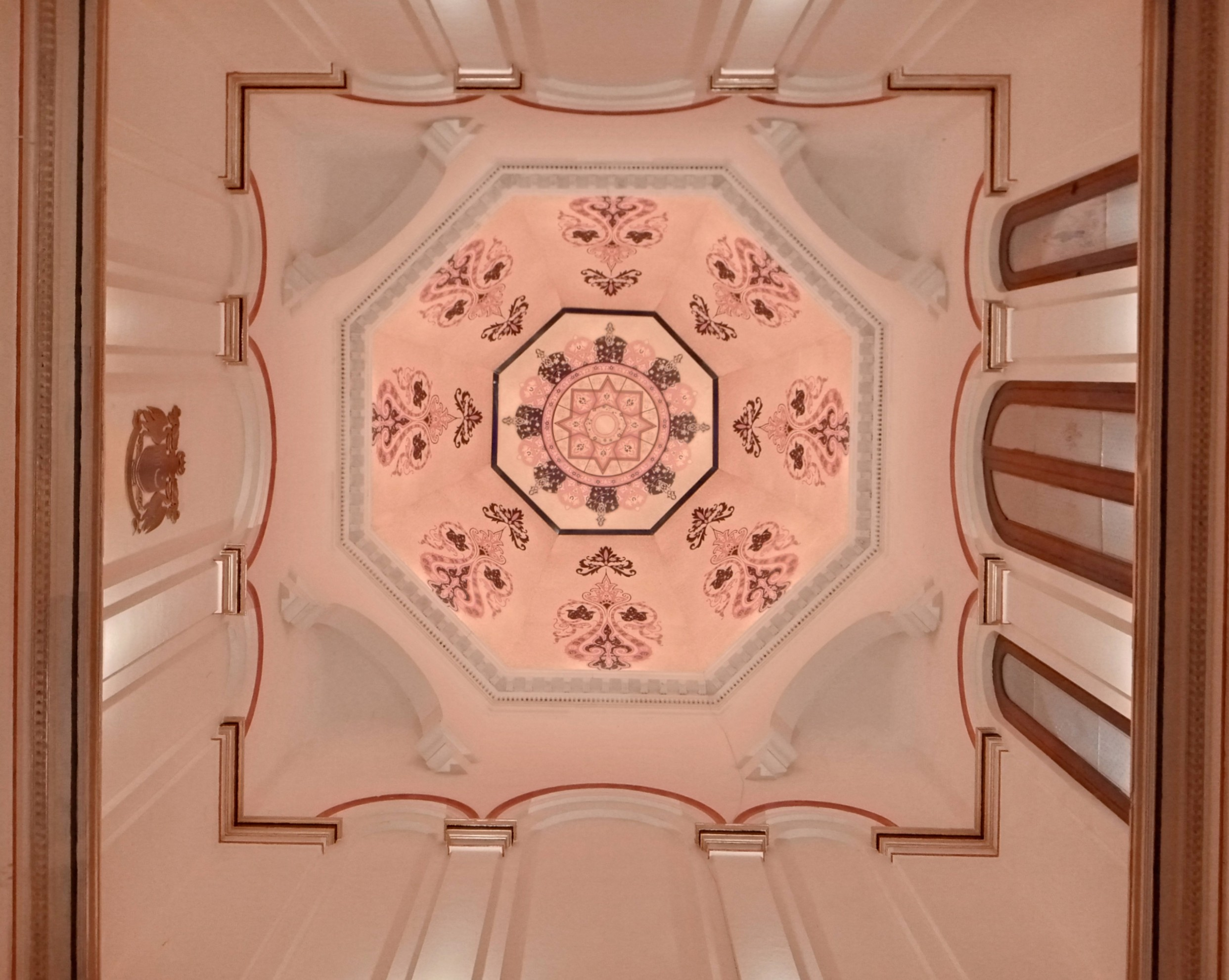